# 湯西川温泉駅
湯西川温泉駅（ゆにしがわおんせんえき）は、栃木県日光市西川にある野岩鉄道会津鬼怒川線の駅である。

## 歴史
- 1986年（昭和61年）10月9日 - 開業[1][2]。山間の傾斜地を造成して駅前に約6,000平方メートルの平坦地を確保し、観光物産施設を併設した駅舎と公園を建設した[3]。

## 駅構造
葛老山トンネル内に単式ホーム1面1線を有する地下駅。駅北側は湯西川（五十里湖）を渡る湯西川橋梁となる。ホームから改札口までは階段の他にエレベーターが設置されている。
日中時間帯は駅員が配置されている。

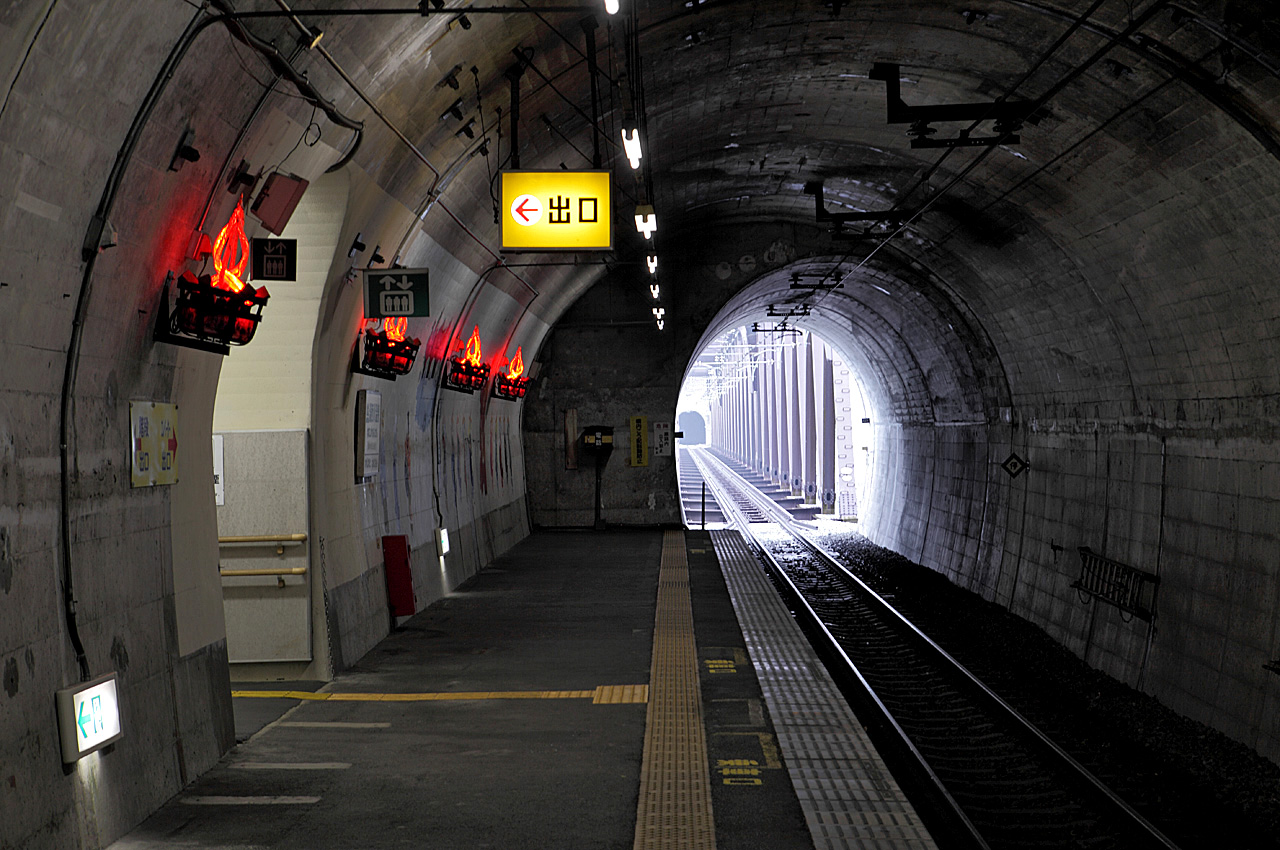
ホーム
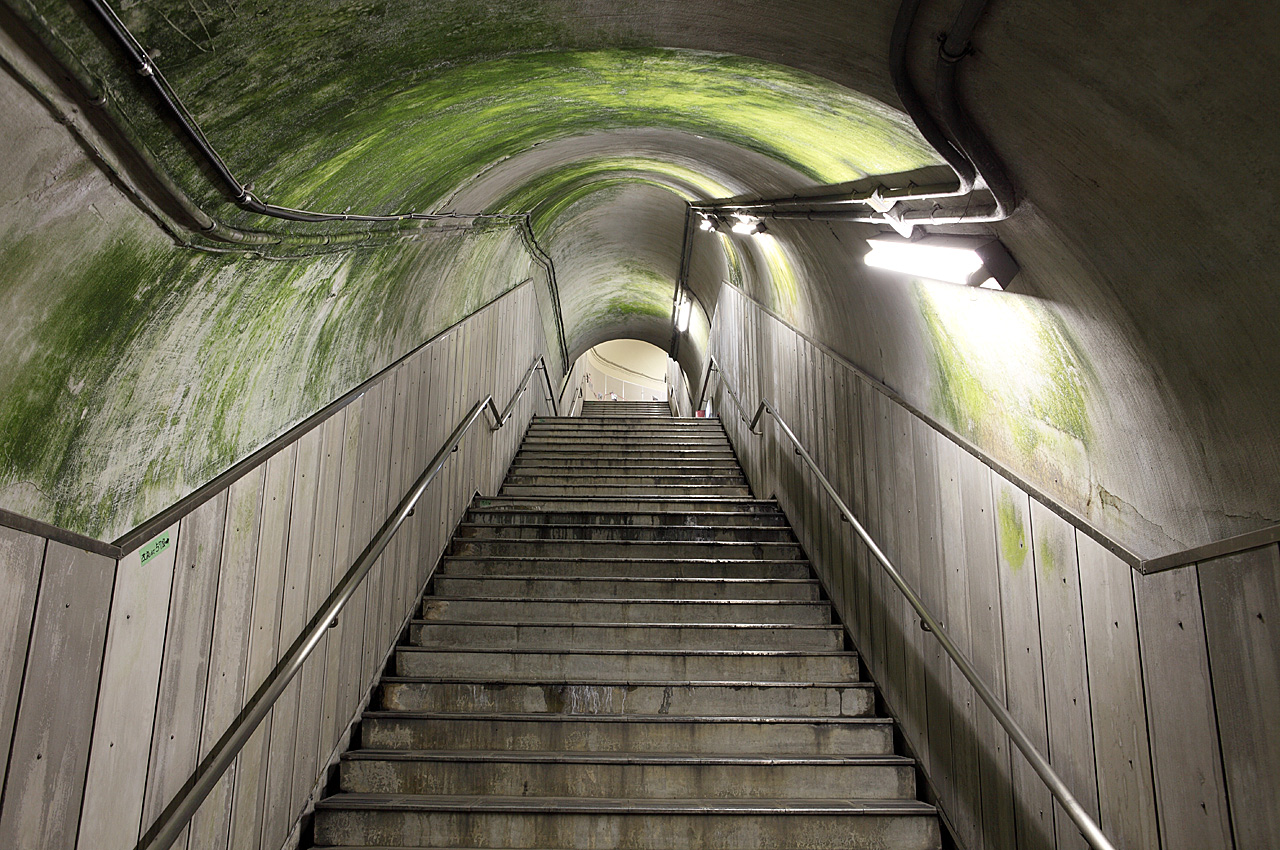
階段
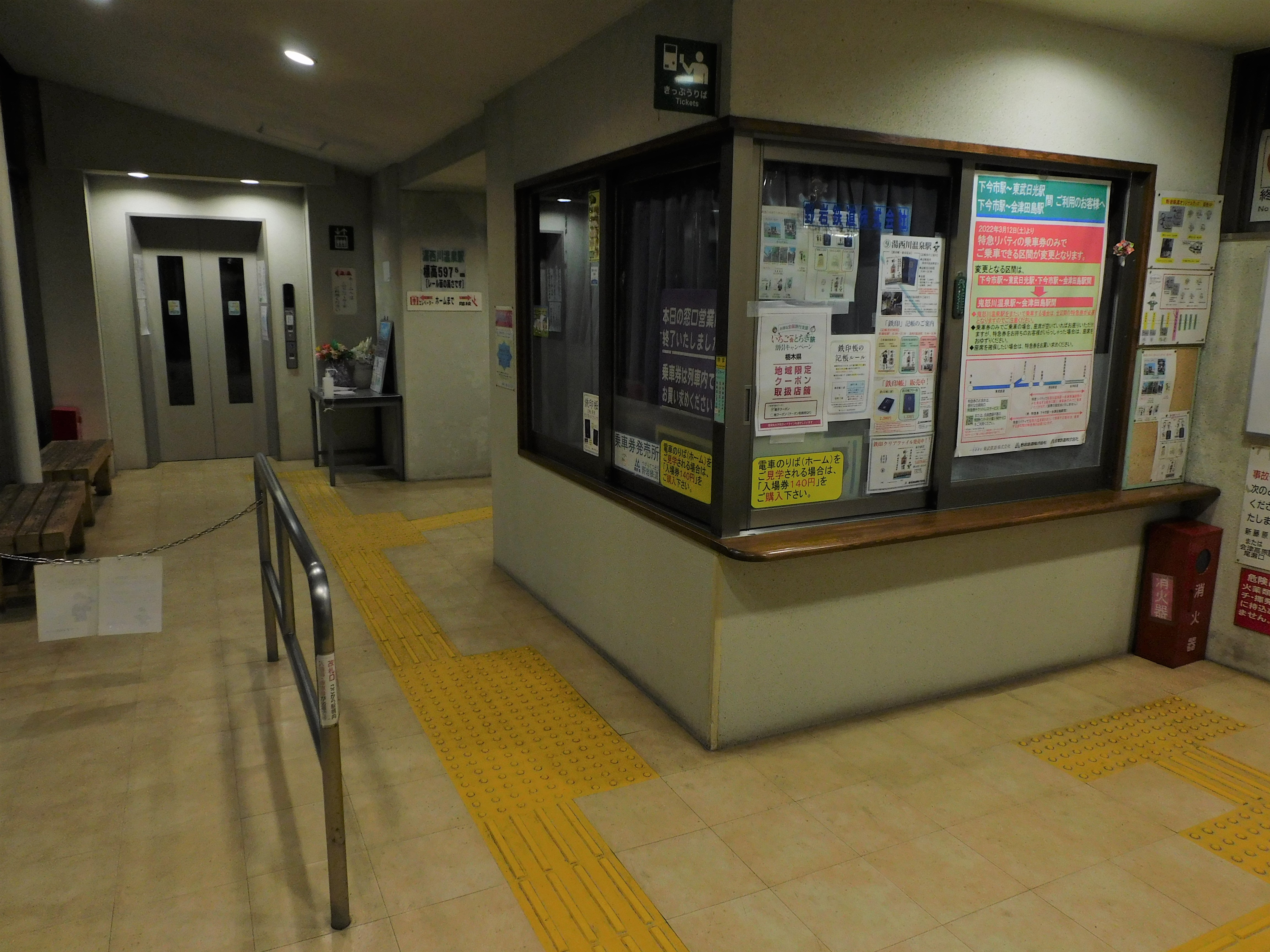
改札兼きっぷうりば

## 利用状況
2020年度の年間乗車人員は11,437人である。したがって、同年度の一日平均乗車人員は31人である。野岩鉄道の途中駅では第3位。
近年の年度別乗車人員の推移は下表のとおりである。
| 年度               | 乗車人員 | 一日平均 乗車人員 |
| ------------------ | -------- | ----------------- |
| 2008年（平成20年） | 51,621   | 141               |
| 2009年（平成21年） | 47,003   | 129               |
| 2010年（平成22年） | 49,417   | 135               |
| 2011年（平成23年） | 33,740   | 92                |
| 2012年（平成24年） | 35,603   | 98                |
| 2013年（平成25年） | 34,442   | 94                |
| 2014年（平成26年） | 34,683   | 95                |
| 2015年（平成27年） | 32,236   | 88                |
| 2016年（平成28年） | 34,152   | 94                |
| 2017年（平成29年） | 35,999   | 99                |
| 2018年（平成30年） | 35,218   | 96                |
| 2019年（令和元年） | 29,721   | 81                |
| 2020年（令和 2年） | 11,437   | 31                |

## 駅周辺
旧・栗山村の東端に位置している。

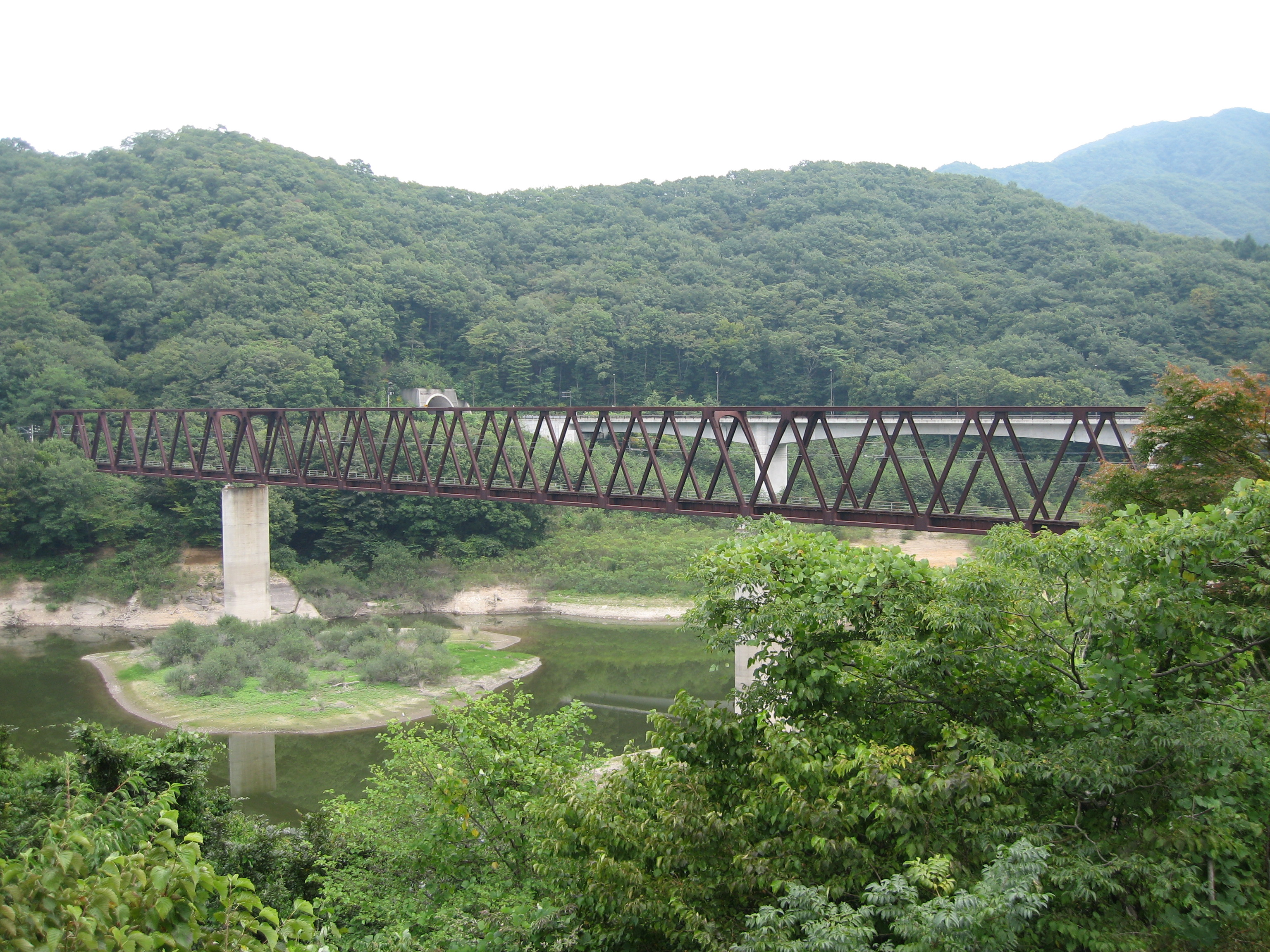
駅周辺と湯西川橋梁

駅名にある湯西川温泉の中心部は当駅から12 kmほど離れている。開業当初、当駅と湯西川温泉を結ぶ県道249号は狭隘区間や急カーブが多かったが、湯西川ダム建設に伴う付け替え新道が2011年に開通し、湯西川温泉までの所要時間も短縮された。
なお、併設する湯の郷湯西川観光センター内にある温泉施設は、当駅周辺で湧出する源泉（西川温泉）を利用しており、湯西川温泉とは異なる。
- 道の駅湯西川 - 駅に併設
  - 日光市湯の郷湯西川観光センター
- 五十里湖
- 国道121号
- 栃木県道249号黒部西川線

### バス路線
駅前の「湯西川温泉駅」停留所から日光交通の湯西川温泉、鬼怒川温泉駅方面への路線が運行されている。

## 隣の駅
野岩鉄道
■会津鬼怒川線
- ■特急「リバティ会津」停車駅

□快速「AIZUマウントエクスプレス」・■区間快速・■普通
川治湯元駅 - 湯西川温泉駅 - 中三依温泉駅